# 多毛秋海棠
多毛秋海棠（学名：Begonia polytricha）为秋海棠科秋海棠属的植物，为中国的特有植物。分布于中国大陆的云南等地，生长于海拔1,800米至2,000米的地区，常生于山沟阔叶林下湿处以及常绿阔叶林下坡脚阴湿处，目前已由人工引种栽培。